# Nebulosa Pelícano
La nebulosa Pelícano o IC 5067 es una nebulosa de emisión en la constelación de Cygnus, situada cerca de Deneb (α Cygni), y separada de la nebulosa de mayor tamaño NGC 7000 por una región oscura. La zona oscura se denomina El Golfo de México, ya que en algunas placas astronómicas de hace muchos años se parecía a esa región de la Tierra. Ambas nebulosas, IC 5070 y NGC 7000, forman parte de la misma región H II. Dentro de la nebulosa Pelícano, nubes de polvo oscuro también ayudan a definir el ojo y el largo pico, mientras un frente brillante de gas ionizado sugiere la silueta de la cabeza y del cuello.
La nebulosa situada en lo que físicamente sería la parte trasera del cuello es la que realmente se denomía IC 5070 pero es más conocida como "El cogote".
Esta nebulosa ha sido muy estudiada porque mezcla formación estelar y nubes de gas en desarrollo. La luz de estrellas jóvenes calienta lentamente el frío gas produciendo un frente de ionización que avanza hacia el exterior. Zonas especialmente densas de gas frío todavía son visibles con telescopios relativamente modestos e incluso con prismáticos pero se necesita de un cielo libre de contaminación lumínica para apreciar sus extensos contornos.